# Задар (баскетбольный клуб)
«Задар» — хорватский баскетбольный клуб из города Задар, созданный в 1945 году.

## В Югославии
Баскетбол пришёл в Задар благодаря итальянским студентам. В 1930 году была основана баскетбольная организация в Задаре.
В 1945 году основано физкультурное общество «Задар», и баскетбол был одной из секций. В 1946 году «Задар» занимает второе место в хорватском первенстве. Игроки «Задара» Гуидо Питони и Мадера Калмета выступали за сборную Югославии.
В 1948 году были основаны секции юниорских и пионерских команд.
В 1951 году издаётся статья об атмосфере болельщиков на матчах в Задаре. На некоторых официальных встречах присутствовало 4000 человек.
В 1952 году встречей против «Младости» (Загреб) открыта новая арена. В 1958 году «Задар» занимает четвёртое место. Это было начало золотых лет баскетбола в Задаре, кульминацией которых стало завоевание золотых медалей первенства в 1965, 1967 и 1968 годах. «Задар» в те годы был одной из самых популярных команд не только в Югославии, но и в Европе. В то время в «Задаре» играли две легенды — Джузеппе Гиергия и Крешимир Чосич.
После третьего выигранного первенства Чосич отправляется в Америку, а Гиергия уезжает в Италию, где был играющим тренером. Гиергия скоро возвращается, и в 1970 году «Задар» завоёвывает Кубок Югославии. Финал Кубка игрался в Сплите против «Югопластики». В финале появляется Чосич, вернувшийся из Америки. «Задар» победил с результатом 64:60, а лучшими игроками встречи были Гиергия (23 очка) и Чосич (19 очков).
«Задар» снова побеждает в двух первенствах в 1974 и 1975 годах.
В сезоне-1980/81 Джузеппе Гиергия становится тренером «Задара» и приводит в команду Стойко Вранковича, который через десять лет заиграет в NBA.

## В Хорватии
После распада Югославии команда Задар участвует в Лиге A-1 (высшей лиге хорватского баскетбольного первенства). Дважды команда выигрывала первенство Хорватии, в сезонах 2004/2005 годов и 2007/2008 годов. В сезоне 2002/2003 Задар выиграл Адриатическую лигу, в первенстве которой принимают участие сильнейшие хорватские команды.
Результаты в последних по времени сезонах
| Сезон   | Лига               | Регул. | Плей-Офф     |
| ------- | ------------------ | ------ | ------------ |
| 2011-12 | А1                 | 4      | Полуфиналист |
| 2012-13 | А1                 | 2      | Финалист     |
| 2012-13 | Адриатическая лига | 12     | нет          |
| 2013-14 | А1                 | 3      | Полуфиналист |
| 2013-14 | Адриатическая лига | 13     | нет          |
| 2014-15 | А1                 | 3      | Полуфиналист |
| 2014-15 | Адриатическая лига | 8      | нет          |
| 2015-16 | А1                 |        |              |
| 2015-16 | Адриатическая лига | 6      | нет          |

## Знаменитые игроки

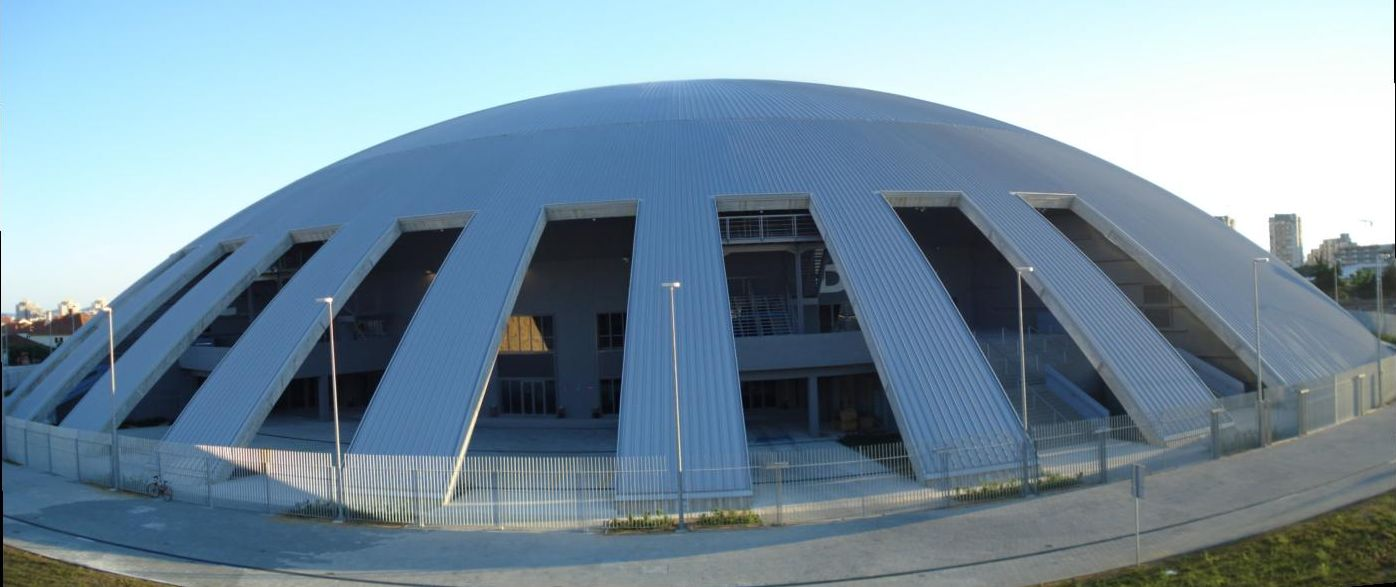
Дворец Крешимира Чосича

- Деян Бодирога
- Стоян Вранкович
- Иво Йосипович
- Крешимир Чосич